# Deutsche Basketballmeisterschaft der Frauen 1966
Das Endspiel um die 20. Deutsche Basketballmeisterschaft der Frauen 1966 fand am 5. Juni 1966 in der Sporthalle Augsburg statt, die Teilnehmer wurden nach dem Regelwerk aus dem Jahr 1959 im K.-o.-System ermittelt. Dabei setzte sich der TSV Schwaben Augsburg durch und besiegte den Titelverteidiger ATV Düsseldorf mit 49:40.
Die Meistermannschaft des TSV Schwaben Augsburg, trainiert von Tonko Sarcevic, bestand aus den Nationalspielerinnen Renate Mayer-Zdralek, Micki Krug, Ingeborg Sarcevic und Ingrid Remmelmayr sowie Brigitte Diener, Ruth Stegmeier, Marion Rottl, Helga Roth, Katrin Sporer, Gerda Hanke, Elfriede Popp und Roswitha Schug.